# Tiffany Jackson-Jones
Tiffany Jackson-Jones, née le 26 avril 1985 à Longview (Texas) et morte le 3 octobre 2022 à Dallas, est une joueuse professionnelle américaine de basket-ball.

## Carrière universitaire
Tiffany Jackson commence sa formation au lycée de Duncanville au Texas où elle est nommée au WBCA High School All-America Game de 2003 où elle inscrit quatre points.
Elle est formée à l'Université du Texas, où elle est élue meilleure freshman du pays en 2003-2004. Ses moyennes avec les Longhorns sont de 17 points et 8,9 rebonds par rencontre.

## Carrière WNBA
Tiffany Jackson est choisie au 5e rang de la draft 2007 par le Liberty de New York. Elle passe trois saisons puis est échangée au cours de la quatrième avec Plenette Pierson pour rejoindre le Shock de Tulsa.
Elle y réussit 7,6 points de moyenne pour sa première saison puis 12,8 points et 8,4 rebonds la suivante. Elle ne joue pas en 2012 pour donner naissance à son fils Marley. Elle joue trois nouvelles saisons à Tulsa mais voit celles-ci perturbées par des blessures pour ne cumuler que 38 matches et une moyenne de 3,5 points inscrits.
Elle ne joue pas la saison WNBA 2016 pour soigner un cancer du sein, subissant une mastectomie mais continuant tout le temps à s'entraîner comme une thérapie. Elle choisit de faire connaître son combat pour promouvoir le dépistage « tout spécialement dans les communautés afro-américaine et latino ; nous avons un taux de mortalité supérieur, non parce que nous sommes affectés différemment mais parce que nous sommes diagnostiqués bien plus tardivement ».
Elle renoue avec la compétition en 2017 avec les Sparks de Los Angeles, championnes WNBA en titre. Elle dispute 26 rencontres avec les Sparks, finalistes défaits par le Lynx. Elle s'engage en février pour une nouvelle saison en Californie.

## Europe
Tiffany Jackson-Jones commence sa carrière européenne en France, puis en Turquie avant de se fixer plusieurs années en Israël.
En 2017-2018, elle joue avec le Maccabi Bnot Ashdod où ses moyennes en février sont de 15,1 points et 11,0 rebonds.

## Décès
Elle meurt le 3 octobre 2022 à Dallas à l'âge de 37 ans.

## Statistiques au Texas
| Année    | Équipe             | GP  | Points | FG%  | 3P%  | FT%  | RPG | APG | SPG | BPG | PPG  |
| -------- | ------------------ | --- | ------ | ---- | ---- | ---- | --- | --- | --- | --- | ---- |
| 2003-04  | Longhorns du Texas | 35  | 455    | 47,3 | -    | 72,8 | 7,5 | 1,7 | 1,9 | 1,3 | 13,0 |
| 2004-05  | Texas              | 31  | 568    | 56,0 | -    | 66,7 | 8,7 | 1,8 | 3,3 | 1,9 | 18,3 |
| 2005-06  | Texas              | 25  | 357    | 40,7 | -    | 71,3 | 8,7 | 2,0 | 2,6 | 1,4 | 14,3 |
| 2006-07  | Texas              | 32  | 537    | 41,5 | 33,3 | 68,4 | 9,0 | 2,1 | 2,5 | 1,3 | 16,8 |
| Carrière | Texas              | 123 | 1917   | 46,5 | 33,3 | 69,6 | 8,4 | 1,9 | 2,5 | 1,5 | 15,6 |